# Roland Németh
Roland Németh (ur. 19 września 1974 w Szombathely) – węgierski lekkoatleta, sprinter.
Największym sukcesem Németha jest brązowy medal zdobyty podczas mistrzostw Europy w lekkoatletyce (Monachium 2002) w biegu na 100 metrów. Uczestniczył on w igrzyskach olimpijskich (Ateny 2004) jednak odpadł w biegu ćwierćfinałowym na 100 metrów. Németh jest również najmocniejszym punktem węgierskiej sztafety 4 x 100 metrów, której największym osiągnięciem była 7. lokata na mistrzostwach świata w lekkoatletyce (Sewilla 1999). Wielokrotny mistrz i rekordzista kraju na różnych dystansach.

## Rekordy życiowe
- bieg na 100 m – 10,08 (1999) – rekord Węgier
- bieg na 200 m – 20,49 (1999) wiatr – 1,2 m/s
- bieg na 50 m (hala) – 5,71 (2000) – rekord Węgier
- bieg na 60 m (hala) – 6,57 (2000)
- bieg na 100 m (hala) – 10,28 (2000) – rekord Węgier